# لوو (قبيلة)

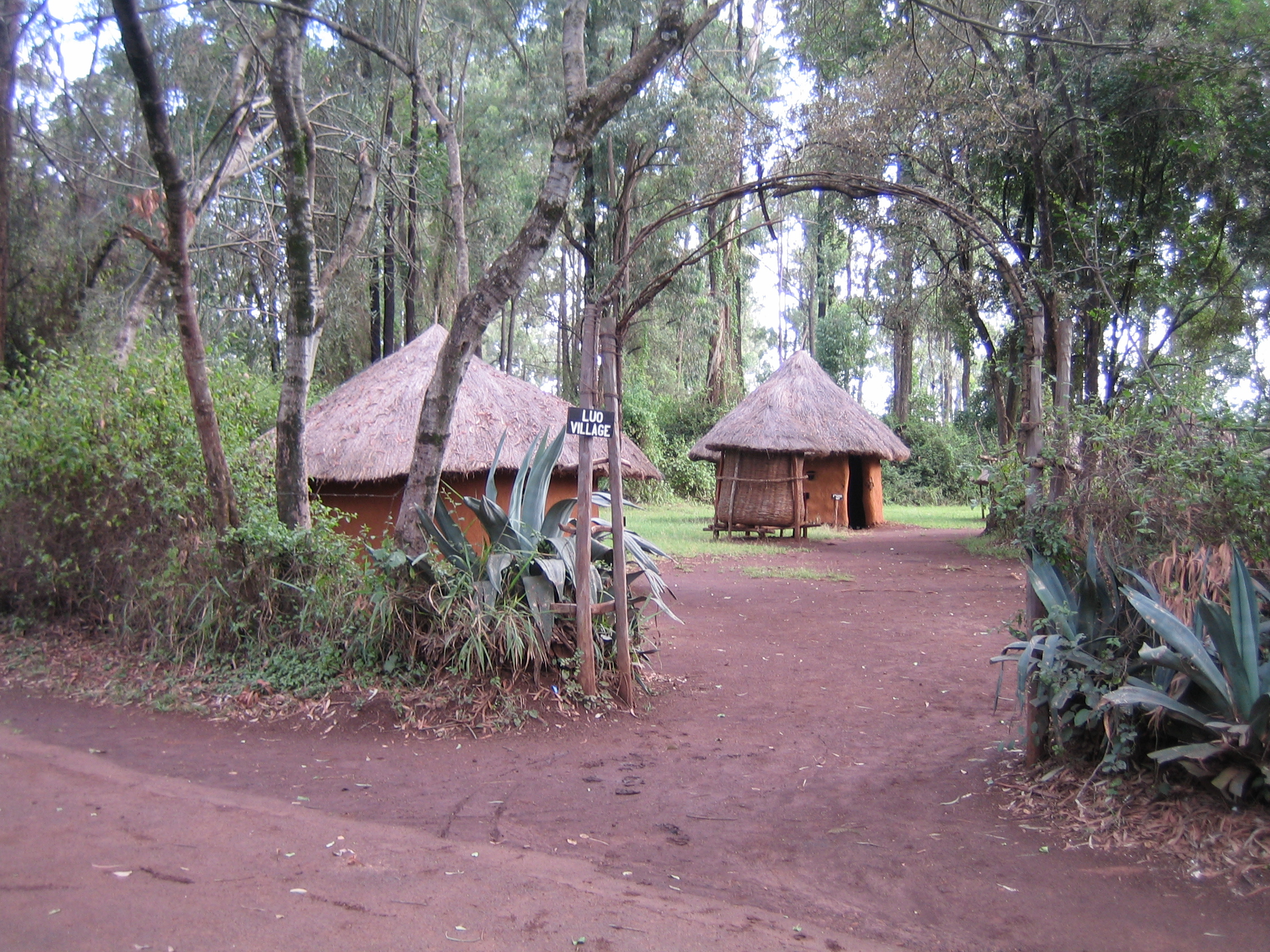
قرى اللوو

## الأصل
لوو أو ليو (بالإنجليزية: Luo)‏ و أيضا يطلق عليها جالو هي مجموعة عرقية تتوزع في عدة مناطق ودول أفريقية تنحدر أصولها من مدينة واو في جنوب السودان و يتركز سكانها في مشارف بحيرة فيكتوريا و يمثلون نسبة كبيرة من قبائل جنوب السودان و يمثلون ما نسبته 13 % في كينيا و شرقي أوغندا و شمال تنزانيا ويمتهنون في الأساس مهنة صيد الاسماك ويتحدثون اللغة النيلية الصحراوية التي تنحدر من عائلة اللغات اللغات السودانية الشرقية .
قبيلة لوو هي قبيلة باراك حسين أوباما الأول والد الرئيس الأمريكي باراك حسين أوباما الثاني الذي انتقل للدراسة في الولايات المتحدة وعين لاحقا كمستشار في وزارة المالية .

## مجموعات لوو الفرعية
هذه القائمة تتضمن القبائل التي يَتشترك في اسلاف اللوو و/ أَو يتحدثون لغة لوو.
- شلك (جنوب السودان)
- بور (جنوب السودان)
- أشولي (جنوب السودان، أوغندا)
- ثور (السودان)
- أنيواك (جنوب السودان، إثيوبيا)
- ألور (أوغندا، كونغو)
- لانجو (أوغندا)
- كمام (أوغندا)
- جوباضوولا (أوغندا)
- جور (جنوب السودان)